# Стрелковая ячейка

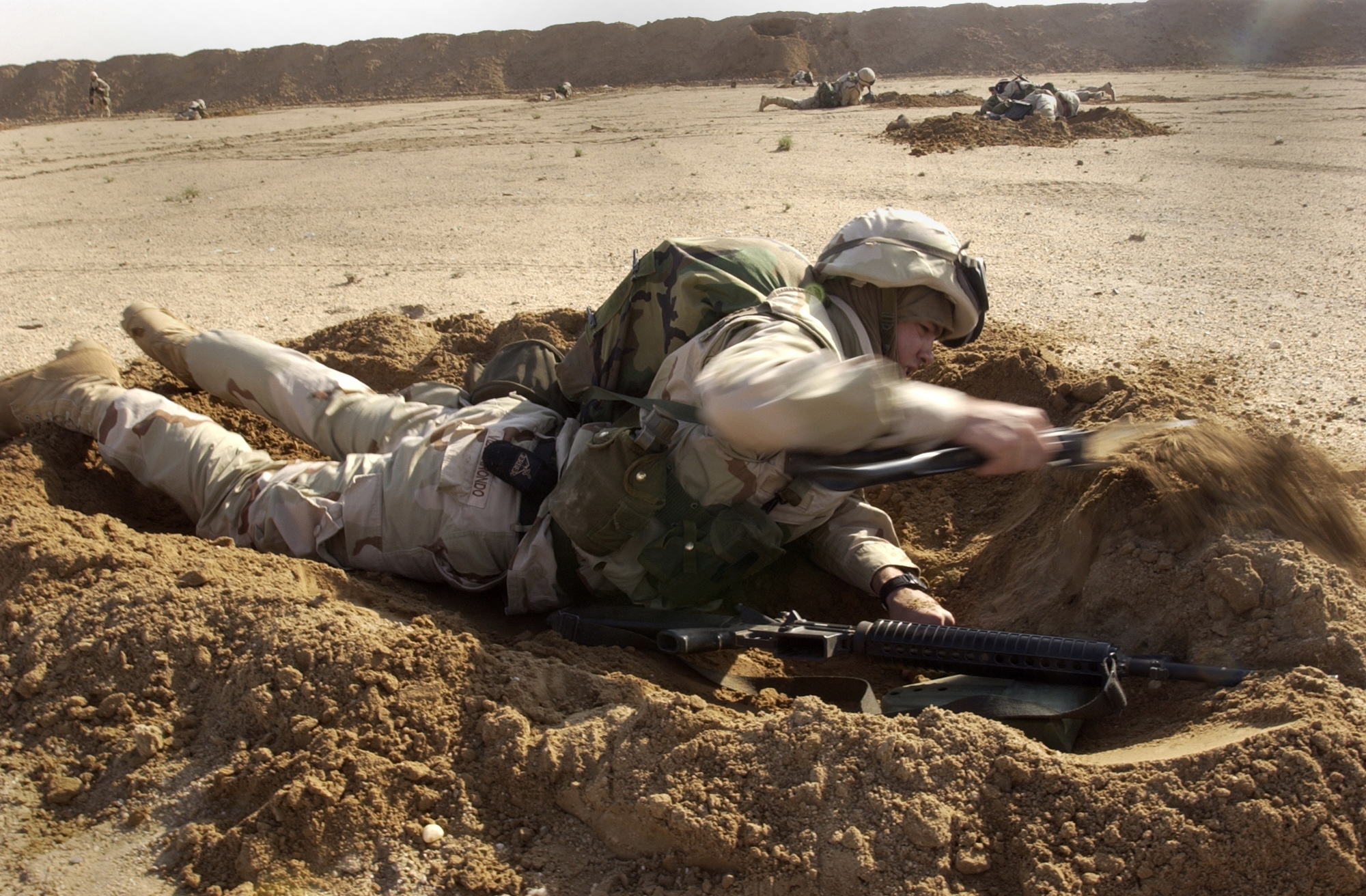
Солдаты 74-го морского механизированного инженерно-строительного батальона ВМС США окапываются поодиночке. Ирак, февраль 2003

Стрелковая ячейка, Ячейка — фортификационный элемент хода сообщения, траншеи или окопа, предназначенный для размещения личного состава и ведения огня из стрелкового или гранатомётного вооружения, фортификационное укрытие, для военнослужащего в РККА ВС Союза ССР (современный термин — одиночный окоп).

## Обустройство и классификация
Если стрелки окапываются непосредственно в виду неприятеля, на поле боя, даже под его огнём, то каждый стрелок отрывает вполне самостоятельно только для себя отдельную ячейку, и она называется окоп для стрельбы лёжа.
Для защиты от настильного огня противника стрелковая ячейка прикрывается бруствером высотой 50 — 60 см; для ведения огня в бруствере обустраиваются бойницы. Под носимый запас боекомплекта в земляных склонах стрелковой ячейки откапываются ниши. В целях защиты личного состава от осколков, пуль и поражающих факторов оружия массового поражения возможна установка перекрытий или козырьков из подручных материалов.

... 14. Каждую стрелковую ячейку, независимо от наличия перед ней общих заграждений (проволока, минные поля), обеспечить непосредственными препятствиями, как то: замаскированные волчьи ямы, канавы и ровики, спотыкачи, низко натянутая на кольях проволока. Все препятствия располагать в 4-5 м от ячейки и тщательно замаскировать. ...— Директива командующего войсками Карельского фронта о службе войск 7-й армии на переднем крае обороны, от 2 сентября 1944 года.
Стрелковые ячейки бывают одиночными и групповыми, а также:
- примкнутыми, то есть врезанными на 40 — 50 см в глубину переднего ската окопа,
- вынесенными, то есть размещёнными на удалении не менее двух метров от основной траншеи и соединёнными с ней ходом сообщения.

... 4. В качестве инженерных сооружений полевого типа немцы применяют: а) стрелковые ячейки глубиной 60 см, шириной 30 см и длиной по росту человека; ... — 1. Краткая характеристика тактики противника, действующего перед фронтом 29-й армии. Инструкция по организации наступления на обороняющегося противника, применившего инженерные средства полевой фортификации на лесисто-болотистом театре: Разработана на основе опыта наступательных боев войск 29-й армии.